# Nimm, was dein ist, und gehe hin, BWV 144

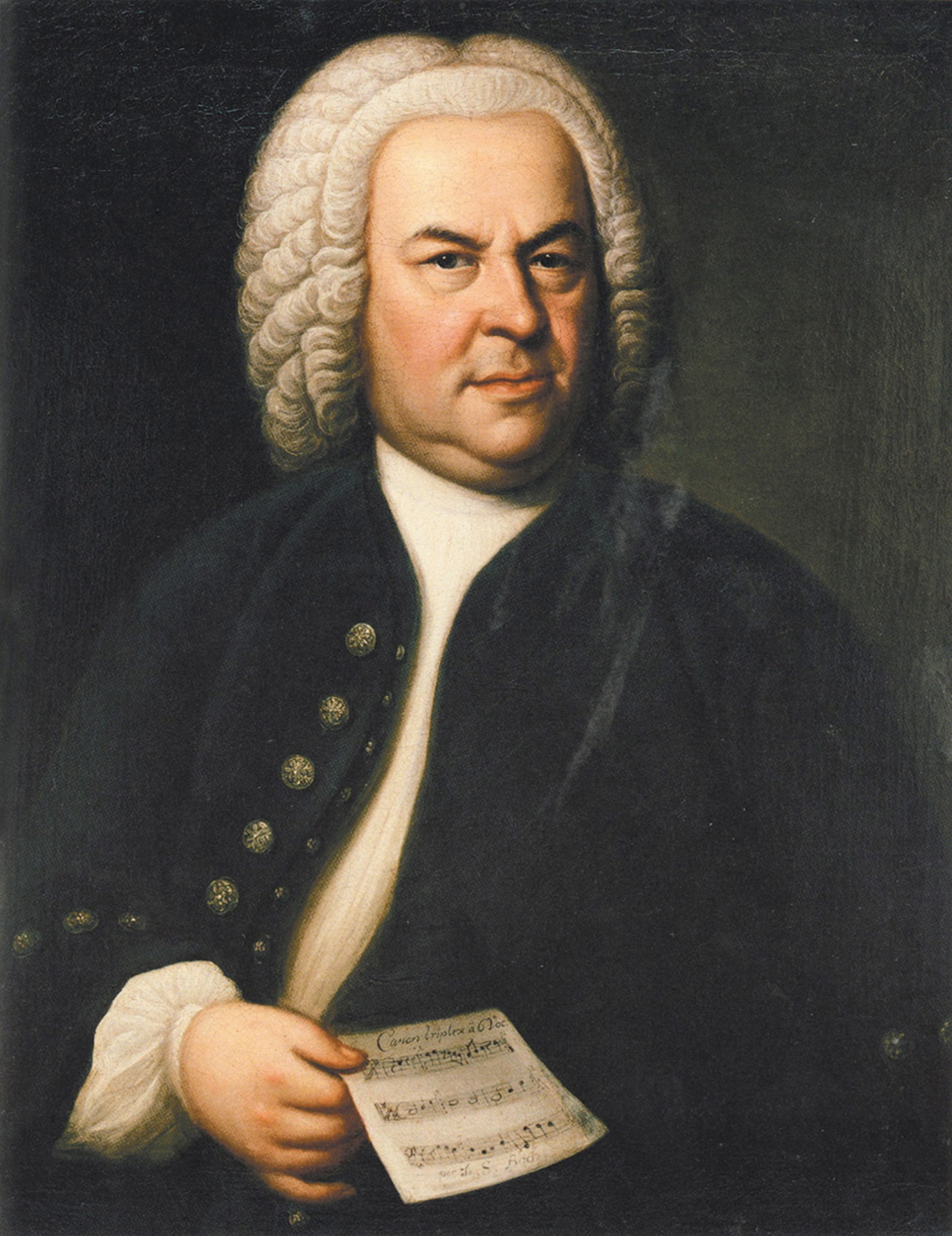
Johann Sebastian Bach, compositor de la cantata.

Nimm, was dein ist, und gehe hin (Toma lo tuyo y vete), BWV 144, es una cantata eclesiástica compuesta por Johann Sebastian Bach en Leipzig para el domingo de Septuagésima, tercer domingo antes de Cuaresma, y la estrenó el 6 de febrero de 1724.

## Historia y texto
Bach escribió la cantata en su primer año en Leipzig para la Septuagésima, el tercer domingo antes de Cuaresma. Las lecturas prescritas para ese domingo se tomaron de la Primera epístola a los corintios, «Carrera hacia la victoria» (1 Cor 9,24-10,5), y del Evangelio de Mateo, la parábola de los trabajadores de la viña (Mateo 20,1-16). El poeta desconocido sólo extrae del Evangelio el pensamiento de estar contento con la propia suerte y someterse a la voluntad de Dios, siendo «Genügsamkeit» (contentamiento) una palabra clave. El estribillo inicial se basa en el versículo 14 del Evangelio. El tercer movimiento es la primera estancia del himno de Samuel Rodigast «Was Gott tut, das ist wohlgetan». El coral final es la primera estancia del himno de Alberto, duque de Prusia «Was mein Gott will, das g'scheh allzeit» (1547).
Bach estrenó la cantata el 6 de febrero de 1724.

## Partitura y estructura
La cantata, en seis movimientos, está escrita para soprano, contralto y tenor solistas, coro a cuatro voces (SATB), dos oboes, oboe de amor, dos violines, viola y bajo continuo.
1. Coro: Nimm, was dein ist, und gehe hin
2. Aria (alto): Murre nicht, lieber Christ
3. Coral: Was Gott tut, das ist wohlgetan
4. Recitativo (tenor): Wo die Genügsamkeit regiert
5. Aria (soprano): Genügsamkeit ist ein Schatz in diesem Leben
6. Coral: Was mein Gott will, das g'scheh allzeit

## Música
Bach compuso la brevísima cita bíblica del estribillo inicial como una fuga de motete con los instrumentos tocando colla parte, intensificando así la atención por las palabras. La frase «Gehe hin» (vete) se presenta primero en el movimiento lento del tema, pero luego como un contratema repetido dos veces, cuatro veces más rápido que antes. Como señala John Eliot Gardiner: «En 1760, el teórico musical berlinés Friedrich Wilhelm Marpurg destacó la apertura de esta cantata, admirando la "espléndida declamación que el compositor ha aplicado a la sección principal y a un pequeño juego especial con las palabras "¡gehe hin!"». Bach repitió la figura «gehe hin» sesenta veces en sesenta y ocho compases. La primera aria tiene carácter de menú. En «Murre nicht, lieber Christ» (No te quejes, querido cristiano), el quejido se ilustra con notas de corchea repetidas en el acompañamiento. El tercer movimiento es la primera estancia del coral «Was Gott tut, das ist wohlgetan» que Bach utilizó ese mismo año por completo para su cantata coral Was Gott tut, das ist wohlgetan, BWV 99 y de nuevo en la década de 1730 para la Was Gott tut, das ist wohlgetan, BWV 100. Las palabras «Was Gott tut, das ist wohlgetan» se repiten como un arioso libre que concluye el siguiente recitativo. El aria de la soprano está acompañada por un oboe de amor obbligato. En lugar de un da capo, el texto completo se repite en una variación musical. El coral final se compone a cuatro partes.

## Grabaciones
- Bach Made in Germany Vol. 1 – Cantatas III, Günther Ramin, Thomanerchor, Gewandhausorchester Leipzig, Elisabeth Meinel-Asbahr, Lotte Wolf-Matthäus, Gert Lutze, Eterna 1952
- Die Bach Kantate Vol. 25, Helmuth Rilling, Gächinger Kantorei, Bach-Collegium Stuttgart, Arleen Augér, Helen Watts, Adalbert Kraus, Hänssler 1978
- J. S. Bach: Das Kantatenwerk – Sacred Cantatas Vol. 8, Gustav Leonhardt, Knabenchor Hannover, Collegium Vocale Gent, Leonhardt Consort, soloist of the Knabenchor Hannover, Paul Esswood, Kurt Equiluz, Teldec 1984
- J. S. Bach: Complete Cantatas Vol. 7, Ton Koopman, Amsterdam Baroque Orchestra & Choir, Lisa Larsson, Bogna Bartosz, Gerd Türk, Antoine Marchand 1997
- J. S. Bach: Complete Cantatas Vol. 9, Pieter Jan Leusink, Holland Boys Choir, Netherlands Bach Collegium, Ruth Holton, Sytse Buwalda, Knut Schoch, Brilliant Classics 1999
- Bach Cantatas Vol. 20: Naarden / Southwell, John Eliot Gardiner, Monteverdi Choir, English Baroque Soloists, Miah Persson, Wilke te Brummelstroete, James Oxley, Soli Deo Gloria 2000
- J. S. Bach: Cantatas Vol. 17 – Cantatas from Leipzig 1724, Masaaki Suzuki, Bach Collegium Japan, Yukari Nonoshita, Robin Blaze, Gerd Türk, BIS 2001